# Stomatocolpodia unidentatus
Stomatocolpodia unidentatus är en tvåvingeart som först beskrevs av Jean-Jacques Kieffer 1958.  Stomatocolpodia unidentatus ingår i släktet Stomatocolpodia och familjen gallmyggor.
Artens utbredningsområde är Kazakstan. Inga underarter finns listade i Catalogue of Life.